# Saint-Just-de-Claix
Saint-Just-de-Claix – miejscowość i gmina we Francji, w regionie Owernia-Rodan-Alpy, w departamencie Isère.
Według danych na rok 1990 gminę zamieszkiwały 944 osoby, a gęstość zaludnienia wynosiła 81 osób/km² (wśród 2880 gmin regionu Rodan-Alpy Saint-Just-de-Claix plasuje się na 811. miejscu pod względem liczby ludności, natomiast pod względem powierzchni na miejscu 1000.).
Przez gminę przepływa rzeka Isère. 